# Melkinthorpe
Melkinthorpe is een gehucht in het bestuurlijke gebied Eden, in het Engelse graafschap Cumbria.
Het gehucht telt zes monumentale panden; Brownhow, Clematis Cottage en Sycamore Cottage, Fossils, Larch Cottage met een aangrenzende schuur en stal, Rose Cottage met stal en Wood House.